# Айзея Томас (баскетболіст, 1989)
Айзея Джамар Томас (англ. Isaiah Jamar Thomas, нар. 7 лютого 1989, Такома, Вашингтон, США) — американський професіональний баскетболіст, розігруючий захисник, останнім клубом якого була команда НБА «Шарлотт Горнетс».

## Ігрова кар'єра

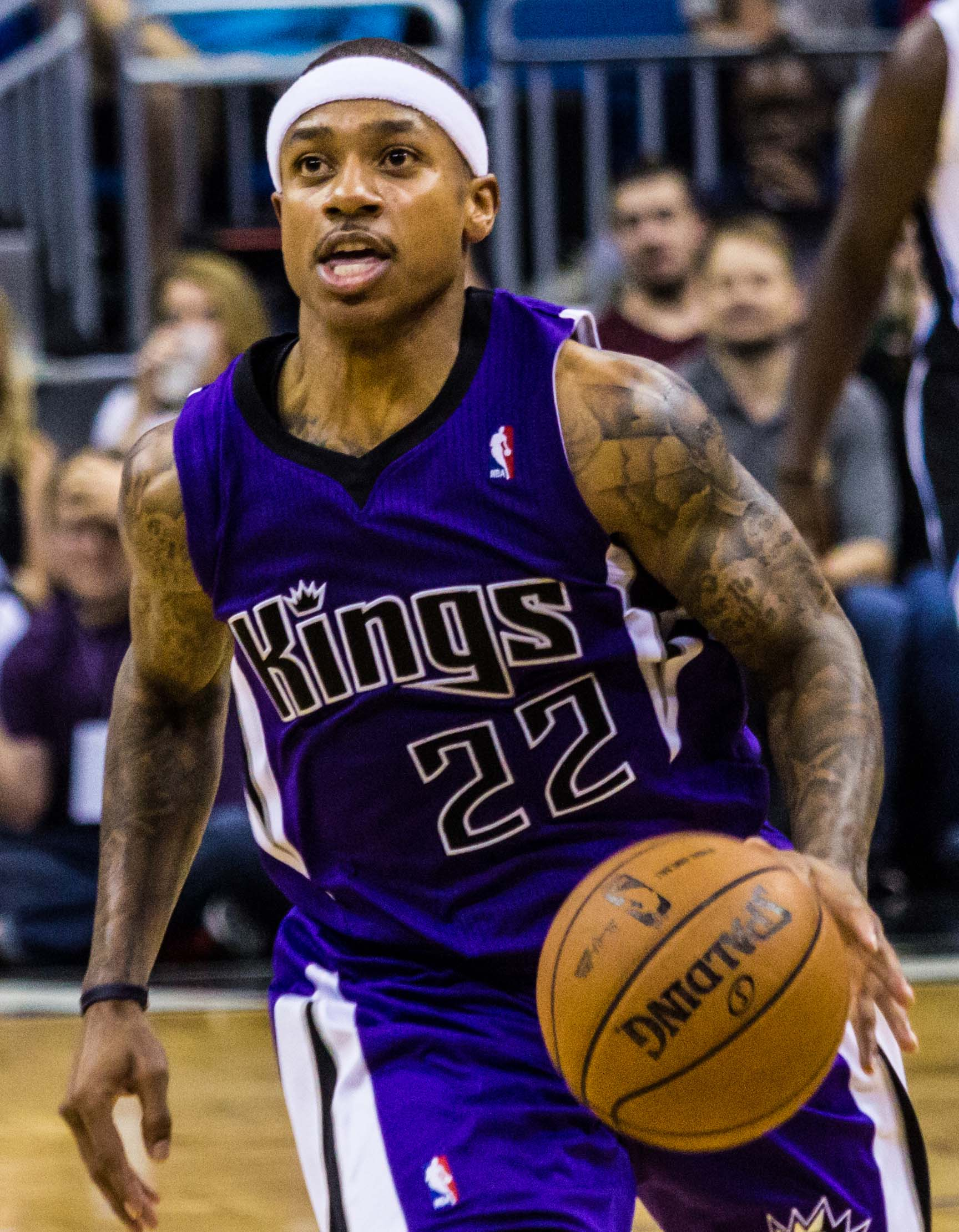
Томас у грі за «Сакраменто», 2013

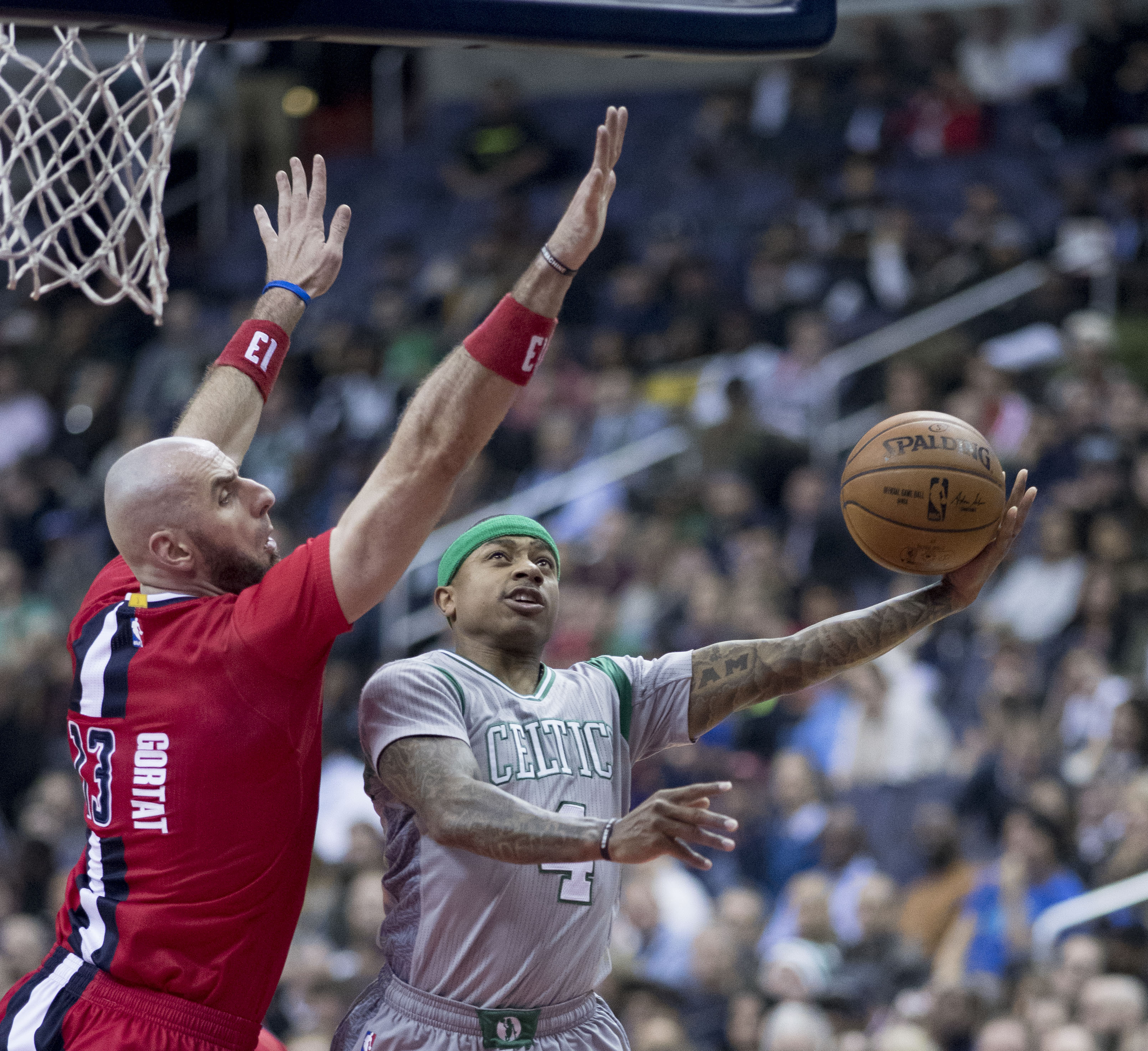
Томас атакує кільце, 2017

На університетському рівні грав за команду Вашингтон (2008–2011) та вважався гравцем потенціалу лише трьох зірок з п'яти. Проте вдала гра за університет дозволила йому бути вибраним на драфті НБА.
2011 року був обраний у другому раунді драфту НБА під загальним останнім 60-м номером командою «Сакраменто Кінґс». Захищав кольори команди із Сакраменто протягом наступних 3 сезонів. За підсумками дебютного сезону в лізі був включений до другої збірної новачків.
19 січня 2014 року провів на той момент найрезультативніший матч у кар'єрі, набравши 38 очок у грі проти «Оклахоми». 18 березня у матчі проти «Вашингтона» зробив перший трибл-дабл у кар'єрі, набравши 24 очки, 11 асистів та 10 підбирань. Став найнижчим гравцем в історії НБА, якому це вдавалось.
З 2014 по 2015 рік грав у складі «Фінікс Санз», куди був обміняний на Алекса Оріакі.
19 лютого 2015 року перейшов до «Бостон Селтікс» в обмін на Маркуса Торнтона та майбутній драфт-пік. Того року допоміг команді пробитися до плей-оф, де «Бостон» всуху програв «Клівленду». Виходячи у Фініксі і Бостоні з лавки запасних вважався одним з кращих шостих номерів ліги та зайняв друге місце у голосуванні за Найкращого шостого гравця НБА.
16 грудня 2015 року повторив свій особистий рекорд результативності, набравши 38 очок у програному матчі проти «Детройта». У січні був запрошений для участі у матчі всіх зірок НБА. Став найнижчим гравцем в історії НБА, якого обрали на матч зірок, з часу Келвіна Мерфі. Допоміг команді дійти до плей-оф, але «Бостон» знову вилетів в першому раунді, цього разу від «Атланти». Сам Томас оновив свій рекорд результативності, набравши 42 очки у третьому матчі серії.
20 грудня 2016 року набрав 44 очки у матчі проти «Мемфіс Гріззліс». 30 грудня у матчі проти «Маямі» забив 52 очки, 29 з яких були набрані у четвертій чверті та встановив рекорд франшизи за кількістю набраних очок в одній чверті. 3 січня 2017 року у матчі проти «Юти» набрав 29 очок та рекордні для себе 15 асистів. У січні також був названий гравцем матчу всіх зірок. 2 лютого був названий найкращим гравцем місяця Східної конференції. Допоміг команді пробитися до плей-оф, де в першому раунді «Бостон» обіграв «Чикаго Буллз». Під час серії загинула рідна сестра Томаса, тому Айзея після перемоги над «Чикаго» відвідав її похорони. Повернувшись, забив 33 очки у матчі другого раунду плей-оф проти «Вашингтона». Бостон виграв серію та вийшов до фіналу Східної конференції, де сильнішим виявився «Клівленд».
22 серпня 2017 року став гравцем «Клівленд Кавальєрс», куди був обміняний на Джея Краудера, Анте Жижича, драфт-пік першого раунду «Брукліна» та Кайрі Ірвінга. Проте через травму стегна, отриману ще у попередньому сезоні, пропустив першу половину сезону. Повернувся до гри 2 січня 2018 року, зігравши у матчі з «Портлендом» та набравши 17 очок.
8 лютого 2018 року разом з Ченнінгом Фраєм та драфт-піком першого раунду був обміняний до «Лос-Анджелес Лейкерс» на Джордана Кларксона та Ларрі Ненса.
16 липня 2018 року підписав контракт з «Денвер Наггетс».
10 липня 2019 року перейшов до складу «Вашингтон Візардс».
6 лютого 2020 року був обміняний до «Лос-Анджелес Кліпперс», а через два дні відрахований з команди.

## Статистика виступів в НБА

### Регулярний сезон
| Сезон              | Команда                | GP  | GS  | MPG  | FG%  | 3P%  | FT%   | RPG | APG | SPG | BPG | PPG  |
| ------------------ | ---------------------- | --- | --- | ---- | ---- | ---- | ----- | --- | --- | --- | --- | ---- |
| 2011–12            | «Сакраменто Кінґс»     | 65  | 37  | 25.5 | .448 | .379 | .832  | 2.6 | 4.1 | .8  | .1  | 11.5 |
| 2012–13            | «Сакраменто Кінґс»     | 79  | 62  | 26.9 | .440 | .358 | .882  | 2.0 | 4.0 | .8  | .0  | 13.9 |
| 2013–14            | «Сакраменто Кінґс»     | 72  | 54  | 34.7 | .453 | .349 | .850  | 2.9 | 6.3 | 1.3 | .1  | 20.3 |
| 2014–15            | «Фінікс Санз»          | 46  | 1   | 25.7 | .426 | .391 | .872  | 2.4 | 3.7 | 1.0 | .1  | 15.2 |
| 2014–15            | «Бостон Селтікс»       | 21  | 0   | 26.0 | .411 | .345 | .861  | 2.1 | 5.4 | .6  | .0  | 19.0 |
| 2015–16            | «Бостон Селтікс»       | 82  | 79  | 32.2 | .428 | .359 | .871  | 3.0 | 6.2 | 1.1 | .1  | 22.2 |
| 2016–17            | «Бостон Селтікс»       | 76  | 76  | 33.8 | .463 | .379 | .909  | 2.7 | 5.9 | .9  | .2  | 28.9 |
| 2017–18            | «Клівленд Кавальєрс»   | 15  | 14  | 27.1 | .361 | .253 | .868  | 2.1 | 4.5 | .6  | .1  | 14.7 |
| 2017–18            | «Лос-Анджелес Лейкерс» | 17  | 1   | 26.8 | .383 | .327 | .921  | 2.1 | 5.0 | .4  | .1  | 15.6 |
| 2018–19            | «Денвер Наггетс»       | 12  | 0   | 15.1 | .343 | .279 | .630  | 1.1 | 1.9 | .4  | .1  | 8.1  |
| 2019–20            | «Вашингтон Візардс»    | 40  | 37  | 23.1 | .403 | .413 | .816  | 1.7 | 3.7 | .3  | .2  | 12.2 |
| 2020–21            | «Нью-Орлінс Пеліканс»  | 3   | 0   | 16.0 | .333 | .250 | 1.000 | 1.3 | 1.7 | .3  | .0  | 7.7  |
| 2021–22            | «Лос-Анджелес Лейкерс» | 4   | 1   | 25.3 | .308 | .227 | .727  | 2.0 | 1.5 | .0  | .5  | 9.3  |
| 2021–22            | «Даллас Маверікс»      | 1   | 0   | 13.0 | .375 | .000 | –     | .0  | 4.0 | .0  | .0  | 6.0  |
| 2021–22            | «Шарлотт Горнетс»      | 17  | 0   | 12.9 | .433 | .397 | .933  | 1.2 | 1.4 | .4  | .2  | 8.3  |
| Усього за кар'єру  | Усього за кар'єру      | 550 | 362 | 28.3 | .434 | .362 | .872  | 2.4 | 4.8 | .9  | .1  | 17.7 |
| В іграх усіх зірок | В іграх усіх зірок     | 2   | 0   | 18.4 | .423 | .333 | 1.000 | 1.7 | 1.8 | .5  | 0   | 14.8 |

### Плей-оф
| Сезон             | Команда           | GP | GS | MPG  | FG%  | 3P%  | FT%  | RPG | APG | SPG | BPG | PPG  |
| ----------------- | ----------------- | -- | -- | ---- | ---- | ---- | ---- | --- | --- | --- | --- | ---- |
| 2015              | «Бостон Селтікс»  | 4  | 0  | 29.8 | .333 | .167 | .969 | 3.0 | 7.0 | .8  | .0  | 17.5 |
| 2016              | «Бостон Селтікс»  | 6  | 6  | 36.7 | .395 | .283 | .809 | 3.0 | 5.0 | .7  | .8  | 24.2 |
| 2017              | «Бостон Селтікс»  | 15 | 15 | 34.7 | .425 | .333 | .820 | 3.1 | 6.7 | .9  | .1  | 23.3 |
| Усього за кар'єру | Усього за кар'єру | 25 | 21 | 34.4 | .406 | .302 | .842 | 3.1 | 6.3 | .8  | .3  | 22.6 |